# Bravis
BRAVIS ist eine Videokonferenzsoftware der Bravis International GmbH aus Cottbus.

## Geschichte
Die Videokonferenzsoftware Bravis entstand am Lehrstuhl für Rechnernetze und Kommunikationssysteme der BTU Cottbus. Sie ging aus der Vorgängerversion COVIS (Cottbuser Videokonferenz-System) hervor, ein Mehrteilnehmer-Videokonferenzsystem, das für geschlossene Diskussionsgruppen wie Teleseminare entwickelt worden war und bei der CeBIT 2001 erstmals vorgestellt wurde. Bravis war ursprünglich als Teleteaching-Anwendung für brandenburgische Hochschulen geplant. Es wurde bei der CeBIT 2003 präsentiert. Im August 2005 wurde die Bravis GmbH als Ausgründung der BTU Cottbus gegründet.
BRAVIS International GmbH ist der offizielle Nachfolger der BRAVIS GmbH mit allen Rechten der alten BRAVIS GmbH.

## Funktionsweise
Das Videokonferenzsystem basiert auf dem Peer-to-Peer-Verfahren und kommt ohne einen zentralen Konferenzserver aus. Die Software wird direkt auf dem Desktop gestartet. Die Gruppenintelligenz wird durch das von der BTU Cottbus entwickelte Group Communication Protocol (GCP) gewährleistet, das so den Server ersetzen kann. Es sorgt für die Geschlossenheit der Gruppe in der Videokonferenz und ermöglicht außerdem deren Moderation. Die Videoströme werden mit dem Codec VP8 in Echtzeit komprimiert.

## Funktionsumfang
Die für den privaten Gebrauch verfügbare Bravis Galaxee gibt es als kostenlose Version Galaxee 4free. Sie ermöglicht Konferenzen mit bis zu vier Teilnehmern. Für Unternehmen existiert Bravis Professional, bei der bis 16 Teilnehmer gleichzeitig möglich sind. Mit der Full HD-fähigen Konferenzraumversion kann ein Konferenzraum ausgestattet werden. Die Inhouse-Version ist speziell für Kunden mit hohen Sicherheitsbedürfnissen gedacht. Mit dieser Version können Videokonferenzen in einem geschlossenen Netzwerk ohne einen zentralen Server aufgebaut werden.
Alle Versionen enthalten eine Dateitransfer-Funktion, ein Adressbuch und eine Chatfunktion.
Je nach Version ist zudem die Nutzung eines interaktiven Whiteboards, die Moderation der Konferenz und das gemeinsame Nutzen von lokalen Anwendungen sowie ein Desktopsharing möglich.
Die Bravis-Software ist in den Sprachen Deutsch, Englisch, Spanisch, Französisch, Russisch, Türkisch und Polnisch verfügbar.

## Einsatzfelder
Bravis wird vom deutschen Bundestag und von Unternehmen wie Temmler, European Aeronautic Defence and Space Company und Vattenfall Europe Information Services GmbH genutzt. Von der Initiative Mittelstand wurde Bravis mit einem Green-IT-Signet ausgezeichnet, da unter anderem mit der Verwendung der Videokonferenzsoftware unnötige Reisen vermieden werden.
Die Software wurde für spezielle Anwendungsbereiche angepasst. So entstand für den Service von
komplizierten Maschinen die Version in Zusammenarbeit mit der Fa. Benntec die Lösung DirectServ und für Ärzte eine Videosprechstunde mit der Patienten auf einfachste Art und Weise eine Videosprechstunde mit ihrem Hausarzt halten können.
Die Version für Gamer wird von der Electronic Sports League von Turtle Entertainment und Spieleclans wie SK Gaming und mousesports verwendet, um während der Spiele Absprachen zwischen den Mitspielern zu ermöglichen.
Im Bildungsbereich wird Bravis unter anderem von der BTU Cottbus, aus der Bravis hervorging, vom Hochschulverbund Deutsch-Französische Hochschule, der Kansas State University, der Fachhochschule für Wirtschaft Berlin und der Technisch-Naturwissenschaftlichen Universität Norwegens genutzt.